# Hammamet

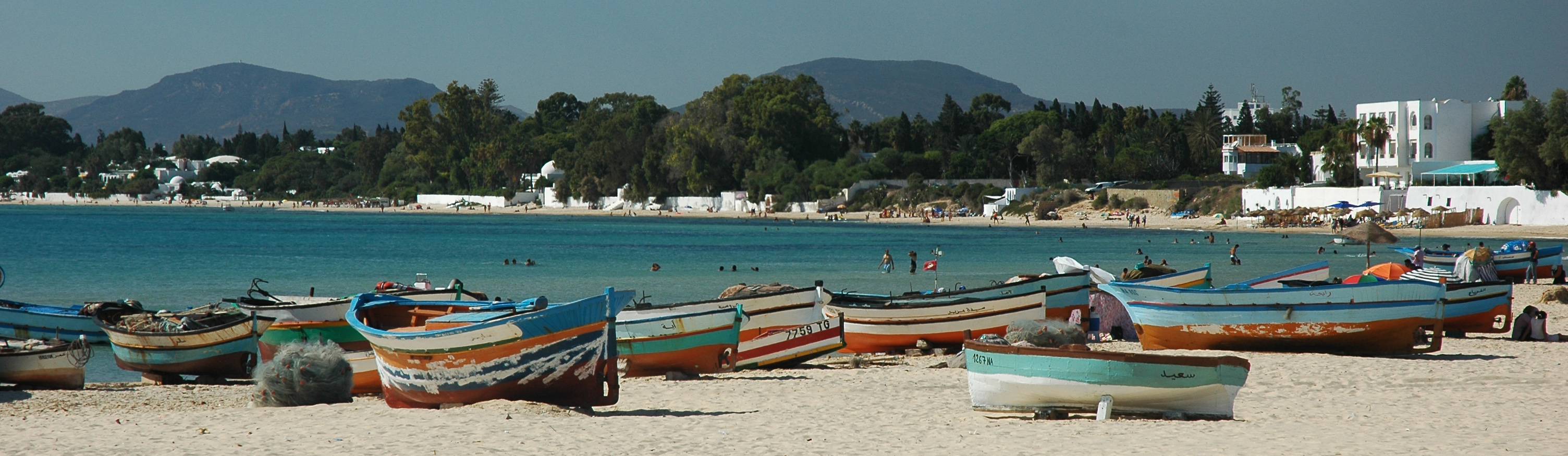
Platja d'Hammamet

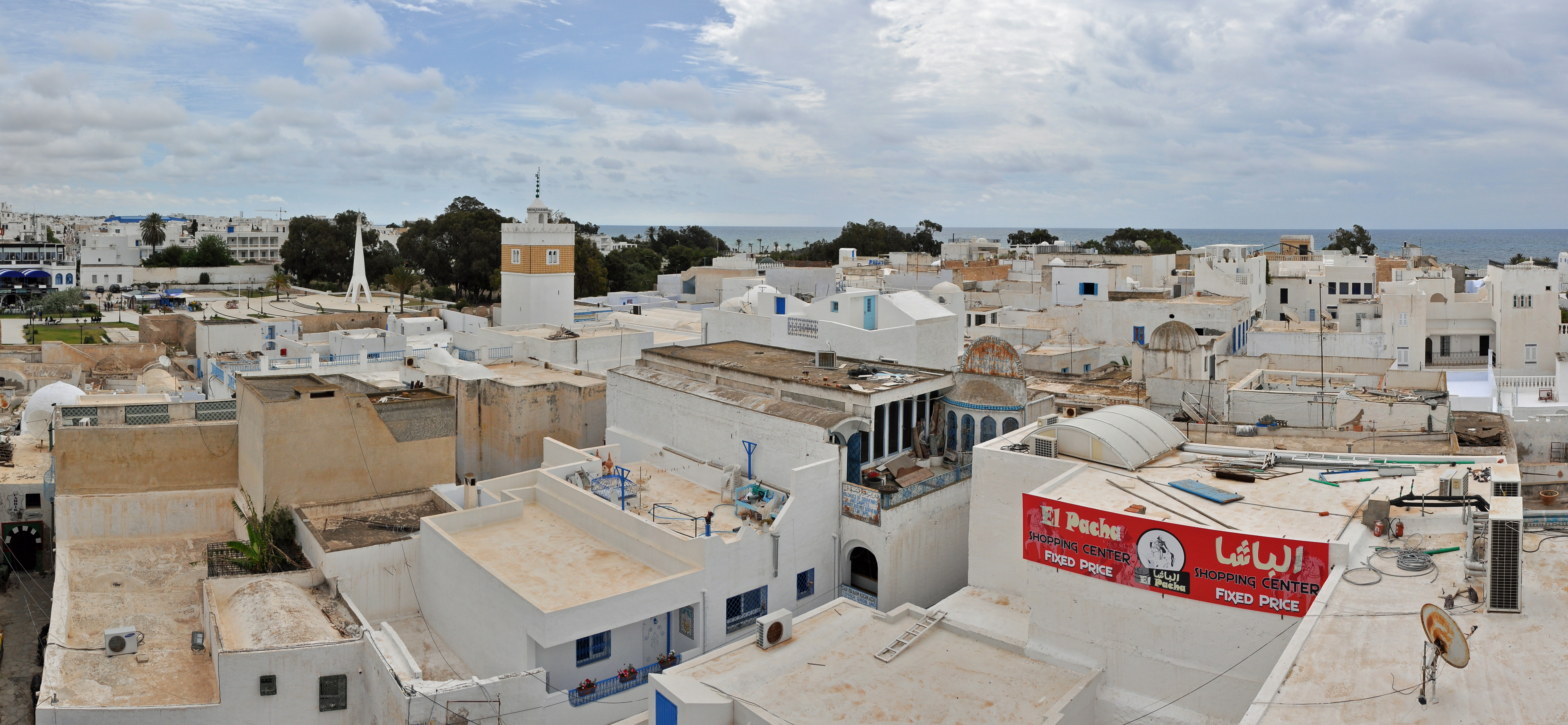
Medina d'Hammamet

Hammamet (àrab: الحمّامات, al-Ḥammāmāt) és una ciutat turística de Tunísia, a l'extrem sud-est de la regió del cap Bon, a la governació de Nabeul. És a uns 8 km de Nabeul, encara que avui dia estan pràcticament unides. La municipalitat té 63.116 habitants permanents. És capçalera d'una delegació amb 68.710 habitants el 2004.

## Urbanisme
El centre de la ciutat està format per la medina a l'oest, en què hi ha la casba; al nord, s'estén la ciutat moderna. La zona turística s'estén cap a Nabeul, mentre que la zona balneària de Yasmine Hammamet s'estan cap a l'oest. La zona és plena de platges i hotels. L'arena és blanca i fina, però l'aigua és menys clara que més al sud, encara que està protegida del vent del nord i de llevant.

## Història
Poblada ja pels cartaginesos, els romans l'anomenaren Pupput, un llogaret que sota Còmmode va arribar a colònia honorària (Colonia Aurelia Commoda), poc abans del final del segle ii. Fou un lloc de termes i banys, les restes dels quals en gran part s'han perdut durant els anys d'expansió turística. Darrerament s'ha descobert, a les ruïnes de Pupput, la més gran necròpolis romana de l'Àfrica.
Sota els àrabs, Pupput es va despoblar i va sorgir una nova vila molt propera, en un promontori al nord, a la qual es va donar el nom d'Hammamet (esmentat per primer cop al segle xii per al-Idrissí, que la descriu com poca cosa més que una fortalesa o alcàsser, que sembla que ja existia al segle ix. El 1186 o 1187, fou destruïda pels mallorquins Banu Ghaniya.
La vila es va desenvolupar a partir del segle xiii. Es va construir la Gran Mesquita i fou seu d'un cadi. El segle xiv, fou assaltada diverses vegades per pirates catalans i de Pisa. Al segle xvi, es trobava en decadència, poblada per pescadors, i fou ocupada pels espanyols fins que el 1574 hi van entrar els otomans. S'hi van establir geníssers i altres otomans i, dels matrimonis mixtos, va sorgir la classe dita dels kulughlis.
Els cavallers de Malta van atacar la ciutat el 1602 i el 1605 per prevenir els atacs dels pirates barbarescs. El primer cop, la ciutat fou conquerida però la segona foren rebutjats. Al segle xvii, s'hi van establir molts andalusins expulsats de territori castellà.
El 1727 el bei Hussein Ben Ali va ordenar la construcció d'una nova mesquita i la restauració de les muralles de la medina.
El 1881 va passar sota autoritat francesa, sota les ordres del comandant Désiré Bordier, al qual va agradar el lloc i s'hi va establir. El 1889, es va inaugurar el ferrocarril que passava per la ciutat i després van arribar l'electricitat i el telèfon. S'hi van establir també escoles, dispensaris, esglésies i altres serveis occidentals.
El 1914, hi va viure el pintor Paul Klee i, per la mateixa època, August Macke, Gustave Flaubert, Guy de Maupassant, André Gide i Oscar Wilde hi van passar temporades. El 1929, s'hi va establir el milionari romanès Georges Sébastian, que hi va construir una gran vila (avui casa de la cultura) i altres amics seus també s'hi van construir viles aviat, i això hi va portar altres personalitats com Jean Cocteau, Wallis Simpson i la seva parella, el duc de Windsor.
El 1943 la vila de Sébastian fou requisada pels alemanys, que hi van instal·lar el seu quarter general. Durant la Segona Guerra Mundial, per la ciutat hi van passar Winston Churchill, els generals Von Arnim, Montgomery i Eisenhower, i el rei Jordi VI.
Després de la II Guerra mundial, va esdevenir un lloc de lleure, sobretot a l'hivern. Personalitats que hi van residir temporalment foren Bettino Craxi, Sofia Loren, i Frédéric Mitterrand, entre d'altres. Sébastian va vendre la seva vila a l'Estat tunisià el 1962, que la va transformar en un centre cultural i hi va afegir el teatre (1964). La manca de regulació urbanística i la pressió turística (un turisme de baix nivell) van degradar el lloc notablement i van destruir el patrimoni sense que en sigui ja possible la recuperació.

## Lleure
Hammamet és una ciutat molt turística durant tot l'any. A l'estiu els turistes són de totes les edats i a l'hivern el turisme és principalment de la tercera edat. Molts turistes queden als hotels sense fer gaire desplaçaments, ja que es tracta d'establiments amb tots els serveis. La majoria d'hotels estan ubicats a la vora del mar i tenen piscina. Hi ha hotels de totes les categories.
Com a lleure de salut, hi ha les termes conegudes com a hammams. Són termes dividides per sexe, amb una part de sauna i una de compartiments amb aixetes de diferents temperatures. Hi ha una persona encarregada de fer la neteja corporal
 o un massatge. Hi ha una zona comuna als vestidors per a totes les persones del mateix sexe, on es pot descansar i prendre un refresc.
Com a lleure cultural, hi ha l'amfiteatre del Centre Cultural Internacional, amb 1.000 places i vistes al mar. A l'amfiteatre, des de 1964, s'hi celebra anualment el Festival International d'Hammamet de mitjan juliol a mitjan agost. S'hi interpreta jazz, òpera, teatre i circ contemporani.
Al centre de la ciutat, a la façana marítima, hi ha molts restaurants, des de fast foods fins a cuina de luxe. Entre Hammamet i Nabeul hi ha AquaParc, un parc d'aigua amb restaurant, vestidors i botigues de records. També fan animacions per a nens.
Hammamet Sud és considerada la zona de lleure per als turistes. Hi ha el port, on comencen recorreguts amb vaixell pirata, amb dinar i espectacle inclòs, Cartash Land i Aqualand, parcs d'atraccions aquàtics, i una muralla artificial, on a dins hi ha restaurants, tendes i espectacles.

## Administració
És el centre de la delegació o mutamadiyya homònima, amb codi geogràfic 15 66 (ISO 3166-2:TN-12), dividida en nou sectors o imades:
- Sidi Djedidi (15 66 51)
- Latrach (15 66 52)
- Bir Bou Regba (15 66 53)
- Baraket Es-Sahel (15 66 54)
- Hammamet Nord (15 66 55)
- Hammamet Est (15 66 56)
- Hammamet Ouest (15 66 57)
- Mrezga (15 66 58)
- Yasmine Hammamet (15 66 59)

Al mateix temps, forma una municipalitat o baladiyya (codi geogràfic 15 34), creada per decret el 1942 i dividida en tres circumscripcions o dàïres:
- Hammamet (15 34 11)
- Baraket Es-Sahel (15 34 12)
- Bir Bou Regba (15 34 13)